# Boiler
Boiler – utwór amerykańskiego zespołu muzycznego Limp Bizkit, będący piątym i ostatnim singlem z trzeciego albumu studyjnego zespołu, Chocolate Starfish and the Hot Dog Flavored Water. Został wydany w formacie CD 20 listopada 2001 roku nakładem Flip Records i Interscope Records.

## Opis
Utwór „Boiler” opowiada o frustracji i zmieszaniu, które pojawiają się po zostaniu porzuconym przez kogoś, kogo się kocha, a w gruncie rzeczy o byciu manipulowanym przez tę osobę. Pod kątem muzycznym utwór został określony przez czasopismo Guitar World jako „staroszkolna ballada rapowa w stylu LL Cool J-a”.

## Teledysk
Teledysk do utworu został nakręcony w 2000 roku w Lizbonie, gdzie zespół Limp Bizkit grał koncert w ramach ówczesnej trasy koncertowej po Europie. Za reżyserię klipu odpowiadali Dave Meyers i Fred Durst, wokalista Limp Bizkit. Teledysk do „Boiler” charakteryzuje się dużą ilością efektów specjalnych oraz sekwencją animacji.
Na początku teledysku ukazana jest patrząca w lustro w mieszkaniu kobieta w bikini, którą obserwuje Fred Durst. Niedługo później kobieta odwraca się, otwiera usta i wypluwa mechaniczne ramię trzymające lewitującą bombę, skierowaną w stronę Dursta, co sprawia, że Durst wyskakuje przez okno, a zaraz potem wybuch bomby wysadza całe mieszkanie. Durst udaje się następnie do budki z hamburgerami o nazwie Bolacha Mole (co po portugalsku oznacza nazwę zespołu), gdzie siada obok człowieka z blizną pod okiem, naprzeciwko gitarzysty Limp Bizkit Wesa Borlanda, któremu odpadła głowa. Durst zaczyna jeść swojego hamburgera, ale wkrótce odkrywa, że jest w nim pełno czerwi. Następnie w budkę z hamburgerami uderza samochód, po czym eksploduje.
W dalszej części klipu Fred Durst budzi się w łóżku z kobietą, która zaczyna go całować, a ten zaraz potem zdejmuje jej perukę i widzi, że ma korki na całej powierzchni ogolonej głowy. Rozglądając się, Durst odkrywa, że na stojących wokół podobnych łóżkach uprawiają seks dziesiątki par. Po dokonaniu tego odkrycia Durst zaczyna uciekać. Podczas ucieczki zamienia się w postać z kreskówki i jest ścigany przez armię ludzi o okrągłych brzuchach oraz lawinę hot dogów (obecne jest w tym podobieństwo do tego, co znajduje się na okładce albumu Chocolate Starfish and the Hot Dog Flavored Water), które w pewnym momencie przekształcają się w gigantycznego potwora, próbującego go zabić. Po zakończeniu ucieczki Durst wraca do swojej rzeczywistej formy poprzez rozerwanie na kawałki tej kreskówkowej, po czym wskakuje na scenę wraz z pozostałymi członkami zespołu. Scena ulokowana jest w centralnej części basenu położonego w świątyni, do której próbuje dostać się kilka ciemnych potworów, zaś na scenę wlatuje wiele iskier. Po tym jak zespół kończy wykonywać utwór „Boiler”, Fred Durst rzuca swoją czapkę na ziemię i odchodzi.
Pewne części teledysku są wyraźnym hołdem dla albumu The Wall zespołu Pink Floyd. Scena z przenośnikiem taśmowym zrzucającym ludzi do dziury, gdzie są zamieniani w parówki oraz wykorzystanie czerwi cechują się dużym podobieństwem do fragmentów powstałego na podstawie albumu The Wall filmu. Przed emisją teledysku MTV zdecydowała się go ocenzurować poprzez wycięcie z niego w sumie około 20 sekund materiału zawierającego scenę, w której głowa Wesa Borlanda nagle odpada oraz scenę obudzenia się Freda Dursta w pomieszczeniu pełnym łóżek, na których pary uprawiają seks.

## Lista utworów
Opracowano na podstawie materiału źródłowego.
Wydanie CD europejskie (Flip/Interscope 497 628-2) i CD południowoafrykańskie (Flip/Interscope MAXCD 336 (106))
| Nr | Tytuł utworu                | Długość |
| -- | --------------------------- | ------- |
| 1. | „Boiler”                    | 5:48    |
| 2. | „Faith”                     | 2:28    |
| 3. | „My Way (DJ Premier Remix)” | 4:38    |
| 4. | „My Way (P. Diddy Remix)”   | 4:30    |
| 5. | „Boiler (Video)”            | 5:01    |
|    |                             | 22:25   |

Wydanie CD japońskie (Flip/Interscope UICS-5017)
| Nr | Tytuł utworu                        | Długość |
| -- | ----------------------------------- | ------- |
| 1. | „Boiler (Album Version)”            | 5:47    |
| 2. | „Faith/Fame Remix” (feat. Everlast) | 3:33    |
| 3. | „My Way (P. Diddy Remix)”           | 4:28    |
| 4. | „Boiler Video (Enhanced)”           |         |
|    |                                     | 13:48   |

Wydanie CD brytyjskie promo (Flip/Interscope bizkit9)
| Nr | Tytuł utworu            | Długość |
| -- | ----------------------- | ------- |
| 1. | „Boiler (Radio Edit)”   | 4:44    |
| 2. | „Faith (Clean Version)” | 2:28    |
|    |                         | 7:12    |

Wydanie CC brytyjskie (Flip/Interscope 497 627-4)
| Nr | Tytuł utworu               | Długość |
| -- | -------------------------- | ------- |
| 1. | „A1 Boiler (Radio Edit)”   | 4:44    |
| 2. | „A2 Faith (Clean Version)” | 2:28    |
| 3. | „B1 Boiler (Radio Edit)”   | 4:44    |
| 4. | „B2 Faith (Clean Version)” | 2:28    |
|    |                            | 14:24   |

## Premiera radiowa i wydanie
| Region            | Data                 | Format                                          | Wytwórnia                        | Źródło |
| ----------------- | -------------------- | ----------------------------------------------- | -------------------------------- | ------ |
| Stany Zjednoczone | 10 lipca 2001        | mainstream rock, active rock, alternative radio | Flip Records, Interscope Records | [ 13 ] |
| Wielka Brytania   | 29 października 2001 | CD                                              | Flip Records, Interscope Records | [ 14 ] |
| Japonia           | 19 grudnia 2001      | CD                                              | Flip Records, Interscope Records | [ 15 ] |

## Notowania na listach przebojów
Notowania tygodniowe
| Lista (2001–2002)                               | Pozycja |
| ----------------------------------------------- | ------- |
| Austria (Ö3 Austria Top 40)                     | 44      |
| Holandia (Dutch Top 40 Tipparade)               | 3       |
| Holandia (Single Top 100)                       | 68      |
| Irlandia (Top 100 Singles)                      | 24      |
| Niemcy (Offizielle Deutsche Charts)             | 50      |
| Portugalia (AFP)                                | 2       |
| Stany Zjednoczone (Mainstream Rock (Billboard)) | 30      |
| Szwajcaria (Singles Top 100)                    | 57      |
| Wielka Brytania (UK Singles Chart)              | 18      |